# Per Ifvarsson
Per Ifvarsson, även känd som Pehr Ifwarson, Iffuarsson, var en svensk kyrklig skulptör, verksam på mitten av 1600-talet.
Per Ifvarsson var huvudsakligen verksam i Jämtland och räknas som en av plattskärningsorneringens mästare. Tyvärr saknas exakta urkundsuppgifter om flertalet av hans arbeten. I Revsunds kyrkoräkenskaper för 1650 uppges det att han erhållit 20 riksdaler silvermynt samt kost och logi för tillverkningen av en predikstol till Revsunds kyrka. Denna predikstol har många gemensamma drag med predikstolen i Ragunda gamla kyrka och man antar att han även är mästare till den. Det anses säkert att han har utfört predikstolen till Bräcke kyrka och förmodligen också den till Hällesjö kyrka. Även den nu försvunna predikstolen i Ströms kyrka räknas till hans arbeten. Mer tveksamt är huruvida han har utfört predikstolar till Sveg, Rätan och Rödöns kyrkor dessa bär ett tydligt släktdrag med Revsunds predikstol men det finns inga belägg för att Per Ifvarsson tillverkat dessa. 